# Troglohyphantes croaticus
Troglohyphantes croaticus är en spindelart som först beskrevs av Cornelius Chyzer 1894.  Troglohyphantes croaticus ingår i släktet Troglohyphantes och familjen täckvävarspindlar. Inga underarter finns listade i Catalogue of Life.